# Belle Chasse

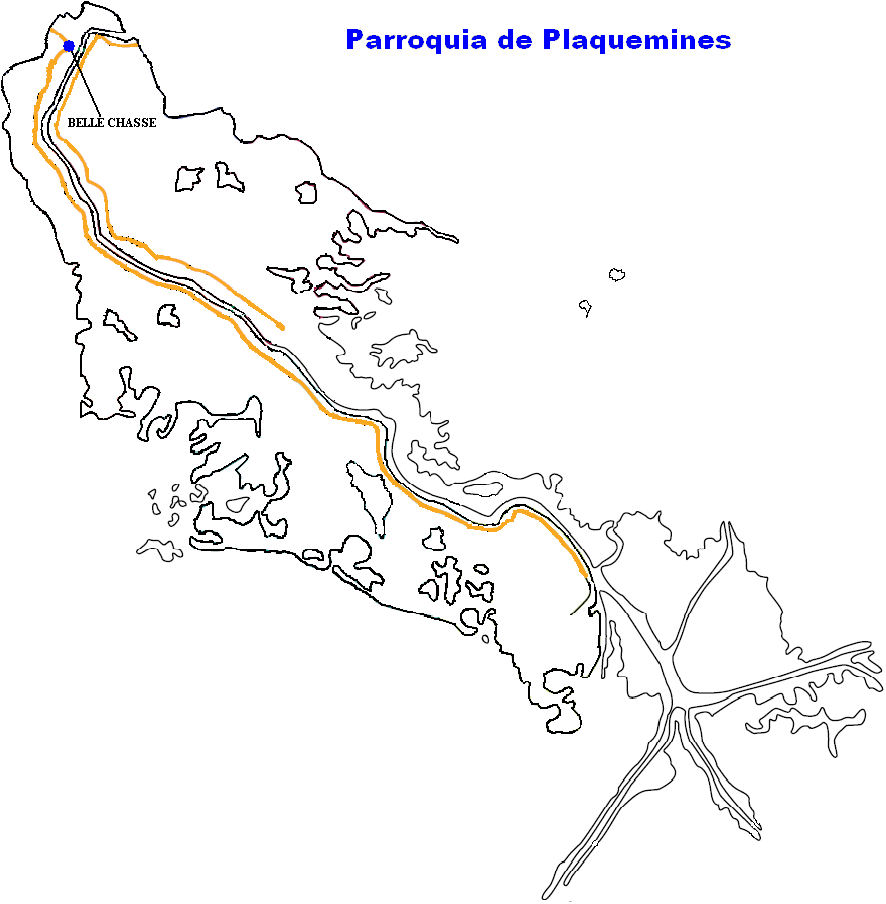
Localización de Belle Chasse en la Parroquia de Plaquemines.

Belle Chasse es un lugar designado por el censo ubicado en la parroquia de Plaquemines en el estado estadounidense de Luisiana.  En el Censo de 2020 tenía una población de 10,579 habitantes y una densidad poblacional de 500.04 personas por km².
Es casi desconocido el origen de Belle Chasse. En francés, Belle Chasse, literalmente, significa "bella caza". Se cree que fue nombrada así gracias a la abundante fauna silvestre que los primeros colonos franceses observaron cuando se asentaron en la región. Otros dicen que Belle Chasse fue nombrada en honor al Coronel Joseph D. Bellechasse, que vivía en Nueva Orleans a finales del siglo XVIII y principios del siglo XIX. Belle Chasse fue la ciudad de residencia del Estadista Confederado Judah P. Benjamin.

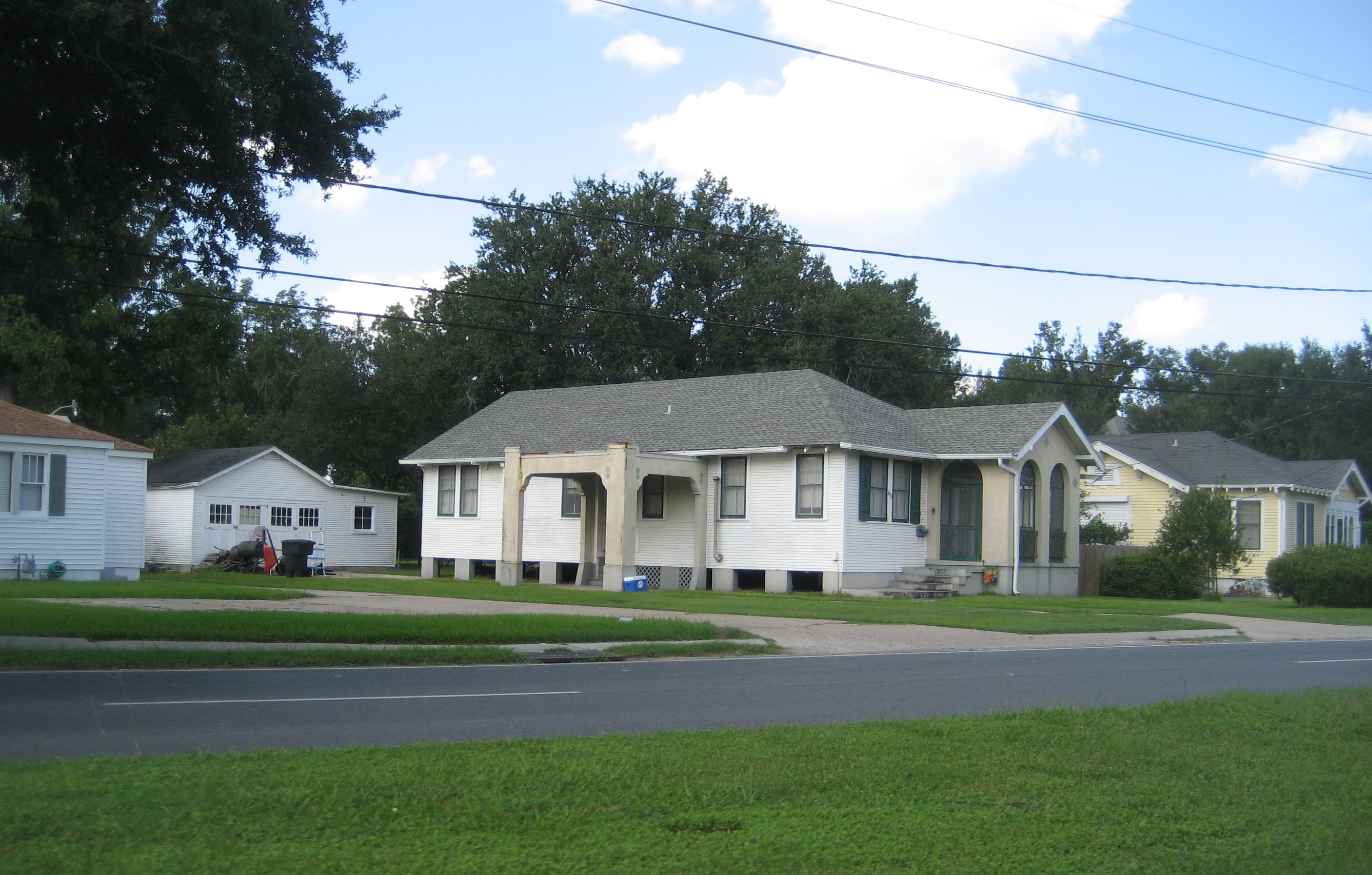
Avenida principal de Belle Chasse.

## Historia
En esta ciudad se encuentra una Estación Aérea Naval de la Marina de Reserva de los EE. UU. Se fundó en 1941, en la costa sur del lago Pontchartrain, pero en 1957 se trasladó a su ubicación actual y ha sido designado como un sitio de las Fuerzas de Reserva de la estación aérea. Alberga varias unidades aeronavales, así como una reserva de cazas de la Fuerza Aérea y un escuadrón de una unidad de helicópteros de la Reserva Marina.

## Guardia Nacional
Belle Chasse sirve como sede de la Guardia Nacional de la Fuerza Aérea de Luisiana. Sus helicópteros cumplieron un papel funamental en la zona de operaciones de rescate durante el huracán Katrina.

## Geografía
Belle Chasse se encuentra ubicado en las coordenadas 29°51′7″N 90°0′23″O / 29.85194, -90.00639. Según la Oficina del Censo de los Estados Unidos, Belle Chasse tiene una superficie total de 73.5 km², de la cual 64.52 km² corresponden a tierra firme y (12.21%) 8.98 km² es agua.

## Demografía
Según el censo de 2010, había 12679 personas residiendo en Belle Chasse. La densidad de población era de 172,51 hab./km². De los 12679 habitantes, Belle Chasse estaba compuesto por el 84.12% blancos, el 7.91% eran afroamericanos, el 0.99% eran amerindios, el 2.33% eran asiáticos, el 0.23% eran isleños del Pacífico, el 1.62% eran de otras razas y el 2.8% pertenecían a dos o más razas. Del total de la población el 6.31% eran hispanos o latinos de cualquier raza.